# Milan Grakalić
Milan Grakalić (Medulin, 6. prosinca 1909. – Medulin, 14. lipnja 1979.), hrvatski arhitekt i glazbenik

## Životopis
Rođen u Medulinu. Arhitekturu je diplomirao 1938. kod D. Iblera na Likovnoj akademiji u Zagrebu. Zajedno sa S. Bonom, iste je godine bio nagrađen za projekt palače Albanija u Beogradu.
Projektirao je ugl. stambene zgrade u Zagrebu, Karlovcu, Zadru i drugdje. Tijekom 1960-ih i 1970-ih sagradio je u Medulinu desetak obiteljskih kuća u duhu istarskoga tradicionalnog graditeljstva. Sudjelovao je u izradbi projekta za hotel Belvedere u Medulinu. Istaknuo se i kao vrstan klasični gitarist, najprije samouk, a potom se usavršavao kod A. Segovije na akademiji Chigiana u Sieni i kod E. Pujola. Bavio se obradbama klas. djela za gitaru u suvremenoj interpretaciji te skladao. Nastupao je na mnogobrojnim koncertima i snimio ploču sa svojom kompozicijom Slavonska pjesma i kolo te s djelima španj. i južnoamer. skladatelja.
LIT.: A. Rubbi, Arhitekti modernog pokreta u Istri – biografska građa, Pula 1997.

## Diskografija
Objavljene su mu ove ploče:
- Gitara, Jugoton, 1976.
- In memoriam, Jugoton, 1980.